# Juan Coca
Juan Antonio Agustin Coca Nogueres (ur. 31 maja 1993 w San Juan) – portorykański piłkarz grający na pozycji napastnika, reprezentant kraju.

## Kariera piłkarska
Juan Coca przygodę z piłką nożną rozpoczął w 2002 roku w juniorach Conquistadores Guaynabo, a potem w latach 2007-2011 w grał w piłkarskiej drużynie na Colegio Adianez w Guaynabo oraz równocześnie w latach 2008-2011 grał w Guaynabo Fluminense, w której rozpoczął w 2008 roku profesjonalną karierę. W 2012 roku grał w drużynie uniwersyteckiej Notre Dame Falcons w Ohio. W 2013 roku został zawodnikiem Liverpoolu Warriors, gdzie rozegrał zaledwie dwa mecze w Puerto Rico Soccer League. W czerwcu 2013 roku został zawodnikiem klubu grającego w hiszpańskiej Segunda División B - Burgos CF.
Dnia 20 marca 2014 roku Juan Coca podpisał kontrakt z grającym wówczas w trzeciej lidze fińskiej Kultsu FC.

## Kariera reprezentacyjna
Juan Coca w latach 2012-2013 rozegrał sześć meczów w reprezentant Portoryka U-20, z którą brał udział w mistrzostwach Ameryki Północnej U-20 2013, które odbywały się w Meksyku. W dorosłej reprezentacji zadebiutował dnia 6 stycznia 2012 roku w meczu towarzyskim przeciwko reprezentacji Nikaragui rozegranym na Bayamón Soccer Complex w Bayamónie. Mecz zakończył się zwycięstwem Portorykańczyków 3:1.